# Adrianus Simonis
Adrianus (Ad) Johannes Simonis (ur. 26 listopada 1931 w Lisse, zm. 2 września 2020 w Voorhout) – holenderski duchowny katolicki, arcybiskup Utrechtu, kardynał.

## Życiorys
Studiował w seminariach w Hageveld i Warmond, później także na uczelniach rzymskich (Papieski Uniwersytet Św. Tomasza z Akwinu i Papieski Instytut Biblijny); obronił doktorat z egzegezy Pisma Świętego. Przyjął święcenia kapłańskie 15 czerwca 1957. Pracował jako duszpasterz w diecezji Rotterdam, następnie kontynuował studia w Rzymie; po powrocie do Holandii był proboszczem w Hadze, opiekował się także w charakterze kapelana Szpitalem Czerwonego Krzyża. Wchodził w skład diecezjalnej rady duszpasterskiej i kapituły katedralnej w Rotterdamie.
W grudniu 1970 został mianowany biskupem Rotterdamu, odebrał sakrę 20 marca 1971 z rąk arcybiskupa Utrechtu kardynała Alfrinka. W czerwcu 1983 promowany na arcybiskupa-koadiutora Utrechtu, przejął zwierzchnictwo nad metropolią w grudniu 1983. Wkrótce także Jan Paweł II mianował go kardynałem (maj 1985), z tytułem prezbitera San Clemente. Simonis, pełniący funkcję przewodniczącego Konferencji Episkopatu Holandii, brał udział w sesjach Światowego Synodu Biskupów w Watykanie, a w kwietniu 2005 uczestniczył w konklawe po śmierci Jana Pawła II. W kwietniu 2007 papież Benedykt XVI przyjął jego rezygnację z dalszego pełnienia funkcji arcybiskupa Utrechtu (ze względu na osiągnięty przez kardynała wiek emerytalny); do stycznia 2008 kardynał Simonis zarządzał metropolią jako administrator apostolski (do czasu objęcia stolicy biskupiej przez Willema Eijka).
26 listopada 2011 stracił prawo wyboru papieża w konklawe z powodu ukończenia 80 roku życia.
W 1999 odznaczony Krzyżem Komandorskim Orderu Zasługi Rzeczypospolitej Polskiej.